# Adrianopels Hemmelighed
Adrianopels Hemmelighed er en dansk stum dramafilm fra 1913 produceret af Kinografen og instrueret af Einar Zangenberg efter manuskript af Svend Petersen. 
Filmen havde dansk premiere den 13. oktober 1913 i Kinografens egen biograf på Frederiksberggade i København. 

## Handling
Den bulgarske militærflyver Boris Tschakowski (spillet af Einar Zangenberg) bliver sendt på en farlig spionageopgave under den bulgarske-tyrkiske krig for at skaffe oplysninger om armeringen af Bastion 13 ved Adrianopels fæstning. Forklædt som turist lykkes det at samle vital information, men han bliver opdaget og jaget af tyrkiske styrker. Efter en dramatisk flugt i motorbåd bliver han taget til fange og fængslet i fæstningen. Ved hjælp af en bulgarsk kontakt på hans hotel modtager han en fil gemt i et brød og bryder ud af cellen. Han undslipper gennem is og vand og når frem til en flyvemaskine, der skal redde ham. Under flugten bliver flyvemaskinen skudt ned, og Boris styrter til jorden, hvor han stærkt såret slipper væk. Han flygter videre gennem snedækkede landskaber, stjæler en hest og forfølges af kurdisk rytteri, før han når sit mål og opnår frihed.

## Medvirkende
- Einar Zangenberg som Boris Tschakowski, militærflyver
- Peter Malberg
- Adolf Tronier Funder